# Lars Bjerring
Lars Bjerring (født 30. november 1981) er dansk tidligere målmand for HB Køge, der efter sin aktive karriere blev målmandstræner.
I 2015 blev han målmandstræner i FC Nordsjælland. Han er nu målmandstræner i Odense Boldklub. Han har tidligere spillet for FC Roskilde, Nordkest FC, Døllefjelde-Musse IF og Herfølge.